# Jadwiga Szubartowicz
Jadwiga Szubartowicz z domu Skawińska (ur. 16 października 1905 w Lublinie, zm. 20 lipca 2017 tamże) – polska superstulatka, najstarsza Polka od 1 sierpnia 2015 do 20 lipca 2017.

## Życiorys
Urodziła się 16 października 1905 w Lublinie. W dzieciństwie przez kilka lat mieszkała z rodziną w Rosji, gdzie mając 12 lat była świadkiem rewolucji październikowej, którą przeżyła w Petersburgu (wówczas: Piotrogrodzie). Absolwentka Gimnazjum Sióstr Urszulanek oraz studiów pedagogicznych, które ukończyła razem z siostrą. Pracowała jako księgowa, a siostra przez 40 lat jako pedagog w Lubartowie.
W czasie okupacji niemieckiej aresztowano jej brata, który po tygodniowym więzieniu w obozie na Majdanku został zwolniony, a następnie ponownie aresztowany przez Niemców w Krakowie, skąd trafił do obozu koncentracyjnego w Buchenwaldzie, gdzie zmarł. Była świadkiem przewożenia obrazu Bitwa pod Grunwaldem w celu ukrycia go przed Niemcami. W 1952 poślubiła Antoniego Szubartowicza, żołnierza, weterana bitwy o Monte Cassino.
1 sierpnia 2015 po śmierci Jadwigi Młynek (1905–2015) z Kalisza została najstarszą Polką. Jej wiek został zweryfikowany przez badaczy z Gerontologicznej Grupy Badawczej, którzy przysłali życzenia z okazji 110. urodzin, które obchodziła 16 października 2015. 7 marca 2017, z okazji Dnia Kobiet, prezydent Lublina, Krzysztof Żuk, wręczył jej medal 700-lecia miasta.
Zmarła 20 lipca 2017 roku w jednym z lubelskich domów pomocy społecznej. Została pochowana na cmentarzu przy ul. Lipowej w Lublinie 26 lipca 2017.